# Чемпіонат СРСР з футболу 1924
Чемпіонат СРСР з футболу 1924 — футбольний турнір, який відбувся у рамках 2-го Всесоюзного свята фізкультури. Чемпіоном стала команда міста Харкова. 

## Назва турніру
У дослідників існує суперечка щодо нумерації турніру, його називають як першим так і другим Чемпіонатом СРСР. Нумерація залежить від ставлення дослідника до статусу футбольного турніру у рамках 1-го Всесоюзного свята фізкультури. 

## Учасники
У турнірі повинні були брати участь чотири команди — переможці республіканських турнірів:
- збірна Ленінграду, як переможець чемпіонату РРФСР.
- збірна Харкова, як переможець Чемпіонату УСРР. Команда складалася з гравців Штурма та КФК.
- збірна Закавказзя, так як першість ЗСФРР закінчилася без переможця. Кожна з трьох команд мала однакову кількість перемог, поразок та нічіїх. Збірна складалася з футболістів Баку, Батумі та Тифлісу.
- представник Білорусі на турнір не приїхав.

## Півфінали
| 3 вересня 1924 |

| Ленінград | + : - (неявка) | Білорусь |
| --------- | -------------- | -------- |
|           |                |          |

|  |

Матч не відбувся через те, що делегація Білорусі не приїхала на Всесоюзне свято фізкультури.
| 3 вересня 1924 |

| Харків                                            | 4 – 0 | Закавказзя |
| ------------------------------------------------- | ----- | ---------- |
| Казаков 18' Алфьоров 40' Натаров 65' В. Фомін 73' |       |            |

| «Червона Прісня» (Москва) Глядачів: 10 000 Арбітр: В. Грідін (Москва) |

Збірна Харкова: Норов, Кротов, К. Фомін, Привалов, В. Фомін, Капустін, Казаков, Алфьоров, Натаров, Шпаковський, Губарєв.
Склад збірної Закавказзя у довідниках різниться:
За Ландером: Папков, Гонель, Косенков, Пруідзе, Нехевін, М. Макагонов, К. Кузнецов, Жорданія, Мдівані, Пачулія, Сорокін.
За Внуковим: Папков, Раменський, Погосов, Пруідзе, Жорданія, Анікін, Мдівані, Макагонов, Пачулія, Сорокін, Кузнецов.
Існують декілька різних свідчень як відкрили рахунок. Протиріччя з'явилися, ще у тогочасній пресі. Згідно газети «Червоний спорт», рахунок відкрили на 18-й хвилині автоголом. Згідно «Віснику фізичної культури», перший гол забив харків'янин Казаков на 20-й хвилині. Юрій Ландер, у своєму довіднику, вказував, що гол забив Казаков на 18 хвилині.
Відомо, що під час матчу було видалено двох закавказців та одного харків'янина. Також двоє спортсменів залишили поле через травму.Після завершення турніру збірна України зіграла два товариські із зб.Москви1:0, та зб.СРСР 2:1.

## Фінал
| 6 вересня 1924 | Харків                   | 2 – 1 | Ленінград    | Москва                                                       |  |
| | Казаков 32' Алфьоров 65' |       | Родіонов 75' | Стадіон: ДПМВ Глядачі: 10 000 Суддя: І. Савостьянов (Москва) |  |
| Збірна Харкова: Норов, Кротов, К. Фомін, Привалов, В. Фомін, Капустін, Казаков, Алфьоров, Натаров, Шпаковський, Губарєв. Збірна Ленінграда: Полєжаєв, Еммеріх, П. Єжов, Карнєєв, Батирєв, Філіппов, Родіонов, Бутусов, А. Соколов, Н. Смирнов, Рябов. |                          |       |              |                                                              |  |